# Classe Canopus (couraçados)
A Classe Canopus foi uma classe de couraçados pré-dreadnought operada pela Marinha Real Britânica, composta pelo HMS Canopus, HMS Goliath, HMS Albion, HMS Ocean, HMS Glory e HMS Vengeance. Suas construções começaram em 1897 e 1898, foram lançados ao mar entre 1897 e 1899 e comissionados na frota britânica entre 1899 e 1902. O desenvolvimento da classe se deu pelo aumento do poderio naval da Marinha Imperial Japonesa, necessitando couraçados mais poderosos para atuarem no Sudeste Asiático. O projeto da Classe Canopus incorporou elementos das predecessoras Classe Centurion, HMS Renown e Classe Majestic, mais o uso da nova blindagem Krupp.
Os couraçados da Classe Canopus eram armados com uma bateria principal composta por quatro canhões de 305 milímetros instalados em duas torres de artilharia duplas. Tinham um comprimento de fora a fora de 128 metros, boca de 22 metros, calado de quase oito metros e um deslocamento carregado de mais de catorze mil toneladas. Seus sistemas de propulsão eram compostos por vinte caldeiras a carvão que alimentavam dois motores de tripla-expansão, que por sua vez giravam duas hélices até uma velocidade máxima de dezoito nós (33 quilômetros por hora). Os navios também eram protegidos por um cinturão principal de blindagem que tinha uma espessura máxima de 152 milímetros.
Os navios serviram no Sudeste Asiático ate 1905, em seguida atuando em diferentes frotas em casa e no Mar Mediterrâneo até serem colocados na reserva de 1910 em diante. A Primeira Guerra Mundial começou em 1914 e todos foram mobilizados para o serviço. O Canopus participou da Batalha das Malvinas no final do ano, enquanto o Goliath no ano seguinte esteve na Batalha do Delta do Rufigi. Vários das embarcações participaram da Campanha de Galípoli no decorrer de 1915, onde o Goliath e o Ocean foram afundados. Depois disso os navios foram sendo usados em deveres e frontes secundários, sendo tirados de serviço pouco após o fim da guerra e desmontados entre 1919 e 1922.